# Misato, Kumamoto
Misato (japanska: 美里町?, Misato-machi) är en landskommun (köping) i Kumamoto prefektur i Japan.  